# Vinnycký rajón
Vinnycký rajón (ukrajinsky Вінницький район) je rajón ve Vinnycké oblasti na Ukrajině. Hlavním městem je Vinnycja a rajón má přibližně 648 tisíc obyvatel.

## Města v rajónu
- Hnivaň
- Illinci
- Lypovec
- Nemyriv
- Pohrebyšče
- Vinnycja